# Вилијам Лоренс Браг
Сер Вилијам Лоренс Браг (енгл. Sir William Lawrence Bragg, 31. март 1890 – 1. јул 1971) био је британски физичар и рендгенски кристалограф аустралијског порекла, који је 1912. године открио Брагов закон дифракције рендгенских зрака, што је основа за одређивање кристалне структуре. Са својим оцем, Вилијамом Хенријем Брагом добио је Нобелову награду за физику 1915. године "за своју службу у анализи кристалне структуре помоћу рендгенских зрака", што је важан корак у развоју рендгенске кристалографије.
Браг је добио титулу витеза 1941. године. Од 2018. године, он је најмлађи добитник Нобелове награде за физику, а Нобелову награду је добио у 25. години. Браг је био директор Кејвендиш лабораторије на Универзитету у Кембриџу када су Џејмс Вотсон и Франсис Крик открили структуру ДНК у фебруару 1953. године.